# Refoulement (physique)
Pour les articles homonymes, voir Refoulement (homonymie).
En mécanique des fluides, le refoulement est le déplacement d’un liquide ou d’un gaz par l’action d’une pompe refoulante (ou foulante) ou d’un compresseur.
Quand on parle d'une pompe, il est courant de désigner le lieu de sortie de fluide par le terme "refoulement", opposé au lieu d'entrée du fluide, couramment désigné comme "aspiration". Ainsi, les éléments à l'amont de la pompe sont à l'aspiration, tandis-que les éléments à l'aval de la pompe sont au refoulement.

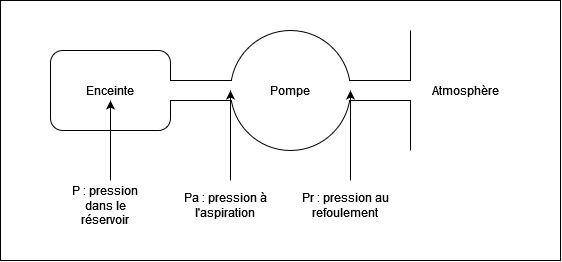
Schéma simplifié d'une pompe à vide